# Geest de Cloppenburg

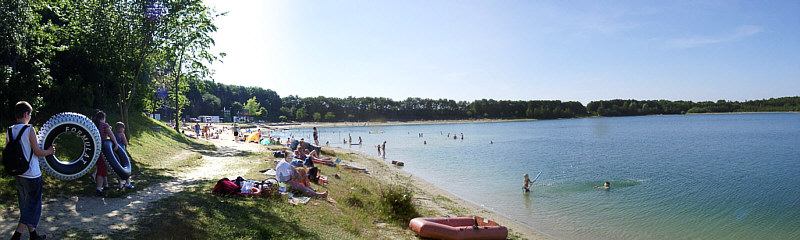
Lieu de baignade près d'Emstek

Le geest de Cloppenburg est un geest près de Cloppenburg. Il s'étend de Herzlake à l'ouest à Barnstorf à l'est et de Wildeshausen au nord à Vechta au sud, couvrant le sud des arrondissements de Cloppenburg et Oldenbourg et le nord de l'arrondissement de Vechta. Il s'étend aussi dans les arrondissements de Diepholz et du Pays de l'Ems.

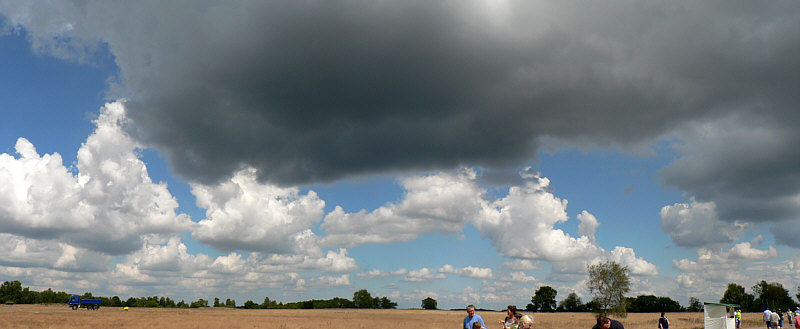
Près de Flugplatz Varrelbusch.

## Sources
- R. Hausfeld: Die Entwicklung der Hümmlingsbäche und ihre heutige Pflanzenwelt. Jahrbuch des Emsländischen Heimatbundes, Bd. 29, 1983, S. 244–266.
- R. Hausfeld: Die Vegetation nordwest-niedersächsischer Bachtäler in Abhängigkeit von landwirtschaftlicher Nutzung und wasserbaulichen Eingriffen. In: Fließgewässer und ihr Einzugsgebiet. Hrsg.: Biologische Schutzgemeinschaft Hunte Weser-Ems. Wardenburg: BSH-Vlg. 1984, S. 137–170. (= Informationen zu Naturschutz und Landschaftspflege in Nordwestdeutschland, Bd. 4).
- R. Hausfeld: Das Markatal, eines der letzten naturnahen erhaltenen Bachtäler Nordwestdeutschlands. Jahrbuch für das Oldenburger Münsterland, 1984, S. 184–207.
- G. Roeschmann: Die Böden der nordwestdeutschen Geestlandschaft. Mitteilungen der Deutschen Bodenkundlichen Gesellschaft, Bd. 13, H. 1, 1971, S. 155–231.
- P. Woldstedt: Die Geschichte des Flußnetzes in Norddeutschland und angrenzenden Gebieten. Eiszeitalter und Gegenwart, Bd. 7, 1956, S. 5–12.
- P. Woldstedt: Nordwestdeutschland und angrenzende Gebiete im Eiszeitalter. Stuttgart 1955. (= Geogr. Handbücher).

- Heinz-Josef Lücking: Ökologische Bewertung des Soestetals zwischen Cloppenburg und Stedingsmühlen (LK Cloppenburg, Nordwest-Deutschland) aus der Sicht des Naturschutzes unter besonderer Berücksichtigung der Vegetation, Gewässergüte und des ökomorphologischen Gewässerzustandes. BSH/NVN naturspecialREPORT 1995,  (ISBN 3-923788-29-0) Heft 21. Diplomarbeit im Fach Geographie an der Justus-Liebig-Universität, Gießen, 1992.